# 이바네 자바키슈빌리

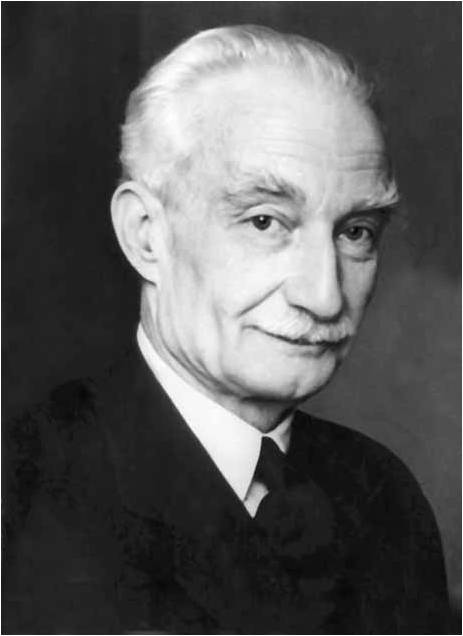
이바네 자바키슈빌리

이바네 자바키슈빌리(조지아어: ივანე ჯავახიშვილი)(1876년 4월 11일 ~ 1940년 11월 18일)은 조지아의 역사와 문화의 현대의 역사학에 영향을 준 무수히 많은 저서를 남긴 조지아의 역사학자였다. 또한, 그는 트빌리시 국립대학교의 설립자 중의 한명(1918)이었고, 1918년부터 1926년까지는 그곳의 총장이었다.

## 생애
이바네 자바키슈빌리는 러시아 제국의 티플리스(현 트빌리시)에서 알렉산드레 자바키슈빌리의 상류 계층 가문에서 태어났고, 트빌리시 체육관에서 교육자로 있었다. 그가 1899년에 상트페테르부르크 대학교의 동양학부를 졸업했을 때, 그의 모교에서 아르메니아와 조지아어학과의 학과정의 객원 강사가 되었다. 1901년부터 1902년까지, 그는 베를린 대학교의 객원 교수 학자였다. 1902년에, 그는 그의 성실한 조언자인, 니코 마르를 따라 시나이산으로 갔다. 그들은 그곳에서 중세 조지아어 원고들을 연구했다. 자바키슈빌리의 기념이 되는 첫 번째 책이지만, 아직 완성되지 않은, 카르트벨리 에리스 이스토리아(조지아의 국가의 역사) 1908년과 1914년에 나타났고, 그 젊은 학자는 스스로 조지아와 코카서스 역사, 조지아의 법률, 고문서, 외교, 음악, 극, 그리고 유적을 연구를 하는 다른 분야들에서 탁월한 권위를 빨리 확립시켰다.
1918년 초반에, 그는 트빌리시에 조지아의 정규 종합 대학교를 설립하는데 도움이 되었다. 이와같이 오랜 꿈의 실현은 조지아의 지성을 가진 세대들에게 소중히 여겨 졌지만, 러시아 제국의 권위에 의해 끊임없이 좌절되었다. 트빌리시 대학교(오늘날 그의 이름이 남겨진 I. 자바키슈빌리 트빌리시 국립 대학교)는 자바키슈빌리가 교수가 되었고 조지아 역사학부의 학과장이 된 곳으로, 신속하게 조지아의 교육 생활의 중요한 위치를 맡았다. 1919년에, 자바키슈닐리는 저명한 화학자 페트레 멜리키슈빌리의 뒤를 이어 대학교의 두 번째 총장이 되었다. 1924년에는 그에게 반소비에트 8월의 반란의 여파가 있었고, 마르크시스트가 아닌 지성인들의 관용으로 반란이 축소되기 시작하였다. 그는 1926년 6월까지 총장직을 수행했다. 그는 1935~1937년에 스탈린 스탈린주의자들의 대숙청의 희생자들에 둘러싸여 있었다. 그는 책의 출판과 제자를 가르침이 허락되었는데도 불구하고, 스스로를 숨겼다. 그러함은 아마도 그 대학교에서 그의 후계자가 나올때까지, 그가 목숨을 보존하려 했을 것으로 여겨진다. 그는 1938년에 대학에서 물러나기를 강요받았지만, 곧바로 조지아 국립박물관의 역사 부서의 관리자로 임명되었다. 그는 1980년에 트빌리시에서 그가 죽을 때까지 그 박물관을 이끌었다. 그는 트빌리시 국립대학교의 묘지에 묻혔다.

## 유산과 작품
자바키슈빌리는 조지아의 정치, 문화, 사회와 경제 역사의 다양한 해석을 다룬 170권이 넘는 작품을 저술했다. 1909년의 그것의 첫 번째 판이 출판된 이래로, 그의 주된 작품은, 조지아의 나라의 역사(1908년과 1949년 사이에 완성본이 출판됨)이며, 전근대 조지아의 역사의 가장 포괄적이고 감동적인 대우를 받는 작품중의 한가지로 남아있다. 유감스럽게도, 그 작품은 어떤 다른 언어들로도 번역되지 않고있다. 조지아의 나라의 역사를 포함하는 자바키슈빌리의 가장 영향력이 큰 글들과 책들중에 몇가지는 1977년부터 1998년까지 그의 작품이 수집되어 12권으로 다시 출판되고있다.

## 같이 보기
- Akaki Surguladze (1976), "Ivane Javakhishvili (1876-1940)"